# Rimouski-Neigette
Rimouski-Neigette – regionalna gmina hrabstwa (MRC) w regionie administracyjnym Bas-Saint-Laurent prowincji Quebec, w Kanadzie. Stolicą jest miasto Rimouski. Składa się z 11 gmin: 1 miasta, 2 gmin, 7 parafii i 1 terytorium nie zorganizowanego.
Rimouski-Neigette ma 55 095 mieszkańców. Język francuski jest językiem ojczystym dla 98,7%, angielski dla 0,6% mieszkańców (2011).